# Inverkeithing (stacja kolejowa)
Inverkeithing (ang: Inverkeithing railway station) – stacja kolejowa w miejscowości Inverkeithing, w hrabstwie Fife, w Szkocji. Stacja jest zarządzana przez ScotRail i znajduje się na Fife Circle Line, 21 km na północny zachód od Edinburgh Waverley.
Stacja jest popularna wśród osób dojeżdżających do Edynburga z Fife i poza nim, dzięki położeniu przy autostradzie M90. Bezpośrednio na północ od stacji, Fife Circle Line dzieli na dwie części. Dwa duże darmowe parkingi znajdują się tam.
Stacja obsługuje wszystkie pociągi i ma publiczne toalety oraz kasy biletowe. Istnieje również poczekalnia i kładka nad torami.

## Połączenia
Czas przejazdu do Haymarket wynosi 15 min pociągami CrossCountry, Virgin Trains East Coast i ekspresowe ScotRail między Edynburgiem a Aberdeen. Niektóre pociągi między Edynburgiem i Inverness zatrzymują się również w Inverkeithing.
Od poniedziałku do soboty istnieją cztery pociągi na Fife Circle Line na godzinę w kierunku południowym do Edynburga. W kierunku północnym, kursuje co pół godziny do Dunfermline Town i do Kirkcaldy. Wieczorami i w niedziele, dwa pociągi na godzinę kursują w kierunku południowym do Edynburga i dwa na godzinę na Fife Circle po jednym każdym kierunku (jeden przez Dunfermline i jeden przez Kirkcaldy). 
Od poniedziałku do soboty - prawie wszystkie usługi ScotRail do Aberdeen i Inverness nie zatrzymują się w Inverkeithing. Pociągi przeznaczone do Perth, Dundee, Glenrothes, Kirkcaldy i Cowdenbeath kursują z Edynburga i zatrzymują się na stacji. Jest jeden dziennie pociąg do Glasgow Queen Street codziennie rano, z powrotnym kursem w  szczycie wieczornym.
Virgin Trains East Coast obsługujące połączenia między Aberdeen, London King’s Cross Station i Leeds zatrzymują się na stacji, podobnie jak CrossCountry na trasie Aberdeen do Plymouth/Penzance.

## Linie kolejowe
- Fife Circle Line